# Albert Tumenov
Albert Tumenov, (ryska: Альберт Туменов), född 26 december 1991, är en rysk MMA-utövare som tävlar i organisationen Ultimate Fighting Championship.